# 史莱姆
史莱姆是一種在電子遊戲與奇幻小說中時常出現的虛構生物，該生物以《勇者鬥惡龍系列》中的初階怪物而聞名。自在首部《勇者斗恶龙》中使用后，史莱姆在几乎全部勇者斗恶龙游戏中出现。同時也出現在《當個創世神》、《原神》等遊戲中，甚至衍生出了以其为主角的《元气史莱姆》和《史萊姆牧場》。史莱姆的形象也被制作为各种类型的商品。

## 歷史
史萊姆一詞來自英文「slime」，意為黏液。一般認為最早將無固定形狀的黏液化成怪物的是恐怖小說《克蘇魯神話》系列中1936年出版的《瘋狂山脈》描述的一種名為「修格斯」的身體可以隨意改變形狀的生物。1953年美國作家約瑟夫·佩恩·布倫南出版了小說《Slime》，故事中的怪物來自深海，用黑色不明黏液襲擊人類，並在1958年被電影《The Blob》搬上銀幕。1974年的桌上角色扮演遊戲《龍與地下城》裡，黏液怪被統稱為「ooze」，中譯「軟泥怪」，並在未來的《爐石戰記》和《當個創世神》中被改編。
1981年推出的受《龍與地下城》影響的《巫術》系列中玩家會在搞遊戲初期遇到的黏液怪「Bubbly Slime」成為了《勇者斗恶龙》作者堀井雄二设计史莱姆的灵感來源，堀井雄二画出了这个黏液形状的角色后将其交给角色设计鸟山明，并做成今天所见的史莱姆。堀井雄二称在最初构思时，史莱姆是“一堆粘物”，但鸟山明将其再设计为泪珠形。由於《勇者斗恶龙》的巨大影響，史萊姆亦成為了初級怪物的代名詞，大量遊戲以類似的造型甚至相同的名字稱呼初級怪物。

## 影响

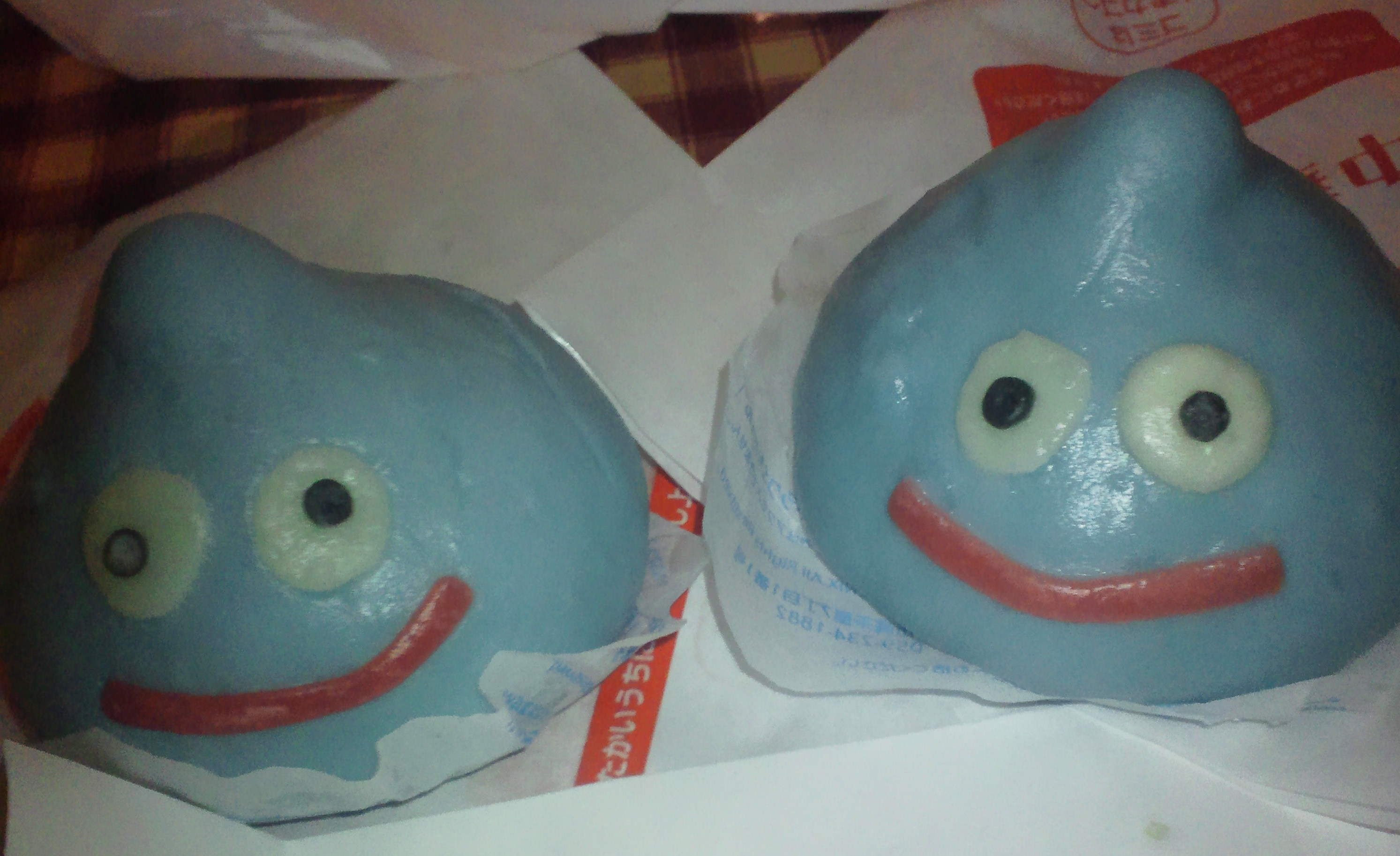
史萊姆麵包

作为日本畅销电子游戏系列的象征，史莱姆经常出现在勇者斗恶龙相关商品中。其在史克威尔艾尼克斯日本官方商品网站上有一个名为“微笑史莱姆”（Smile Slime）的专门板块。史莱姆商品包括绒毛玩具、游戏控制器、和《勇者斗恶龙 史莱姆赛跑》等数个图版游戏。在日本，有史莱姆造型的猪肉馅馒头出售。在勇者斗恶龙25周年纪念中，有以史莱姆为主题的商业名片、大手提袋和水晶雕刻等特殊物品出售。

## 設定
在《勇者鬥惡龍》系列中有很多不同类型的史莱姆，藍色水滴形狀是戰鬥力非常弱的最基本的史萊姆，但有機會融合在一起變成能力大幅提升的史萊姆王；一灘綠色的是攻擊帶毒的泡沫史萊姆，最特別的是表面反光的金屬史萊姆，防禦力和敏捷度均極高且容易逃跑，但一旦擊敗便可以得到超大量經驗值。大多数史莱姆是以敌人的形式出现，偶尔还会成为头目。但在一些勇者斗恶龙作品中，史莱姆也以友好的非玩家角色和城市的和平居民出現。友好的史莱姆通常会以“我不是邪恶的史莱姆！”和玩家打招呼。如同勇者斗恶龙系列的其它怪兽，史莱姆也有特定的口头禅“噗噜噜”。史莱姆在说话时还会将某些词语或音节用“goo”（粘液）等類似詞語替代，例如將“human”發音成“gooman”。

## 登场
史莱姆首次在《勇者斗恶龙》中登场，并作为首先遇到且最弱的敌人出现，其以相似的外观在随后的勇者斗恶龙游戏中出现。在《勇者斗恶龙V》中，该怪物可以加加入队伍并学的各种咒文。史莱姆还是勇者斗恶龙衍生系列元气史莱姆的主角，系列首作《元气史莱姆 冲击尾巴团》发行于Game Boy Advance平台，续作《大战车与尾巴团》发行于任天堂DS平台，第三作《大海盗与尾巴团》发行于任天堂3DS平台。这些游戏讲述了有智能和文明的史莱姆王国的故事，这些史莱姆可爱也有些滑稽。在勇者斗恶龙北美的本地化中，游戏使用了大量关于史莱姆的双关语和诙谐元素。史莱姆还和任天堂的角色马力欧出现在三部跨界游戏：《富豪街DS》、《马里奥大运动会》和《富豪街Wii》。

## 評價
勇者斗恶龙的史莱姆受到了评论者和爱好者的正面评价，他们称其为全部系列“难忘”怪物中最丰富的，以及游戏中最广为人知的角色。评论认为史莱姆作为勇者斗恶龙象征就像陆行鸟之于最终幻想一般。史莱姆还被一些媒体给出可爱与迷人的评价，特别是在评价《元气史莱姆 大战车与尾巴团》時。GamesRadar将其列为电子游戏中最可爱的野怪，并因其特别容易击败称其“相当于練手”，但他同时还称其怪异的笑容使玩家会反复考虑杀掉它们。在最開始的時候玩家因对其无所了解，杀掉之后不会感到愧疚，隨著劇情和戰鬥讓玩家接觸到了大量的史萊姆，但對他們的熟悉卻讓玩家產生了積極的聯想。
在《任天堂力量》2010年1月刊中，编辑将史莱姆列为最受歡迎的出氣筒之一。他们称“史莱姆看起来是如此可爱友好，这几乎很难杀死他们。但是如你所知，勇者就是要做勇者该要做的”。勇者斗恶龙作者堀井雄二推测史莱姆的流行可能是因为其的可爱，易被打败以及每作勇者斗恶龙的主角都改变，但史莱姆一直都在这里。《勇者斗恶龙VIII》制作人渡部辰城猜测其流行是因为是“设计优秀的角色”，但“简单”且能夠让任何人接近。